# Premier League (Mongolië)
De Premier League van Mongolië is de nationale voetbalcompetitie van Mongolië. De competitie bestaat uit negen clubs.

## Topscorers
| Seizoen | Naam                | Team             | Doelpunten |
| 2007    | Enkhtaivan          | Khasiin Khulguud | 26         |
| 2008    | Ganbaatar Tögsbayar | Erchim           | 15         |
| 2009    | Ganbaatar Tögsbayar | Selenge Press    | 15         |

## Winnaars
- 1974: Altar
- 1985: Khuch
- 1989: Khudulmur
- 1990: Khuch
- 1994: Khuch
- 1995: Idsskh
- 1996: Erchim
- 1997: Delger
- 1998: Erchim
- 1999: ITI Bank-Bars

- 2000: Erchim
- 2001: Khangarid
- 2002: Erchim
- 2003: Khangarid
- 2004: Khangarid
- 2005: Khoromkhon
- 2006: Khasin Khultood
- 2007: Erchim
- 2008: Erchim

- 2009: Ulaanbaatar Universiteit
- 2010: Khangarid
- 2011: Ulaanbaatar
- 2012: Erchim
- 2013: Erchim
- 2014: Khoromkhon FC
- 2015: Erchim
- 2016: Erchim
- 2017: Erchim

Cowboys · Erchim · Khangarid · Kharaatsai · Khasiin · Khoromkhon · Mazaalai · Selenge · Ulaanbaatar